# Linus Neli
Linus Neli (Imphal, 26 de abril de 1957) é um prelado indiano da Igreja Católica, atual arcebispo de Imphal.

## Biografia
Ele estudou filosofia no Christ the King College em Shillong e teologia no Seminário Papal em Pune. Obteve o doutorado em direito canônico pela Pontifícia Universidade Urbaniana de Roma.
Recebeu a ordenação presbiteral em 20 de dezembro de 1984, sendo incardinado na Arquidiocese de Imphal.
Em sua atuação pastoral, foi decano de estudos do Seminário Menor de Imphal entre 1985 e 1986, quando foi nomeado secretário do bispo de Imphal, Joseph Mittathany. Em 1988, é nomeado vice-pároco do Sagrado Coração de Tangkhul Hundung, cargo exercido até 1989. Foi chanceler e vigário judicial de Imphal de 1994 a 1998 e diretor do Instituto do Sagrado Coração em Tangkhul Hundung, entre 1998 e 2004.
Mais tarde, atuou como diretor associado no St. John's Medical College Hospital em Bangalore entre 2004 e 2007, quando passou a ser o vigário-geral de Imphal, cargo exercido até 2010. Depois foi pároco de Maria Auxiliadora de Ukhrul até 2013, quando foi nomeado diretor nacional da Caritas Índia, exercendo o cargo até 2014, quando passa a ser o reitor do Oriens Theological College em Shillong, cargo exercido até 2017. Foi pároco e reitor do Instituto São Pedro de Monsang Pantha (de 2016 a 2019) e de 2019 a 2023, foi Diretor do Centro Arquidiocesano de Retiros e Vigário Judicial do Tribunal Metropolitano de Imphal.
Em 7 de outubro de 2023, o Papa Francisco o nomeou como arcebispo de Imphal. Recebeu a ordenação episcopal em 8 de dezembro seguinte, nos jardins da Igreja de São João Bosco de Senapati, de seu antecessor, Dominic Lumon, coadjuvado por John Moolachira, arcebispo de Guwahati e por James Thoppil, bispo de Kohima.